# Lucille Roybal-Allard

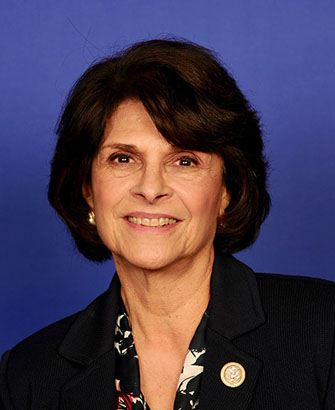
Lucille Roybal-Allard (2018)

Lucille Elsa Roybal-Allard (* 12. Juni 1941 in Boyle Heights, Los Angeles, Kalifornien) ist eine US-amerikanische Politikerin der Demokratischen Partei. Von 1993 bis Anfang 2023 vertrat sie den Bundesstaat Kalifornien im US-Repräsentantenhaus. Zuerst für den 33. Distrikt, dann von 2003 bis 2013 für den 34. Distrikt und zuletzt für den 40. Distrikt. Sie ist die erste mexikanische Amerikanerin, die in den Kongress gewählt wurde.

## Werdegang
Lucille Roybal-Allard ist die Tochter des kalifornischen Kongressabgeordneten Edward R. Roybal (1916–2005) und wuchs im Stadtteil Boyle Heights in Los Angeles auf. Nach dem Abschluss der Boyle Heights und der Ramona Convent Secondary School, studierte sie bis 1965 an der California State University in Los Angeles, welche sie mit einem Bachelor of Arts abschloss. Danach arbeitete sie in der Öffentlichkeitsarbeit und für Non-Profit-Organisationen.
Mit ihrem Mann Edward T. Allard, einem Geschäftsberater und ehemaligen Offizier im United States Marine Corps, hat sie vier Kinder. Die Familie lebt privat in Los Angeles.

## Politik
Sie begann sie als Mitglied der Demokratischen Partei eine politische Laufbahn. Zwischen 1987 und 1992 war sie Abgeordnete in der California State Assembly.
Bei den Kongresswahlen des Jahres 1992 wurde Roybal-Allard im 33. Kongresswahlbezirk von Kalifornien in das Repräsentantenhaus der Vereinigten Staaten in Washington, D.C. gewählt, wo sie am 3. Januar 1993 die Nachfolge von David Dreier antrat. Sie war die erste Frau mexikanischer Abstimmung, die in den U.S. Kongress gewählt wurde. Zwischen 2003 und 2013 vertrat sie dort als Nachfolgerin von Grace Napolitano den 34. Distrikt ihres Staates. Seit 2013 vertritt sie den 40. Wahlbezirk Kaliforniens im Kongress. Sie wurde bisher vierzehn mal zwischen 1994 und 2020 wieder gewählt. Ihre letzten und 15. Legislaturperiode im Repräsentantenhaus des 117. Kongresses lief bis zum 3. Januar 2023.
Sie gab im Dezember 2021 bekannt, nicht für eine erneute Amtszeit anzutreten. Sie begründete dies unter anderem damit, dass es nach dann 30 Jahren im Kongress Zeit sei, sich mehr der Familie zu widmen. Roybal-Allard war am Ende der Legislaturperiode 81 Jahre alt. Sie schied dadurch am 3. Januar 2023 aus dem US-Repräsentantenhaus aus. Ihre Nachfolge trat am 3. Januar 2023 die Republikanerin Young Kim an, die den Demokraten Asif Mahmood mit 58,5 % in der Kongresswahl 2022 besiegen konnte.

### Tätigkeit im Kongress
Sie war zuletzt Mitglied in folgenden Ausschüssen des Repräsentantenhauses:
- Committee on Appropriations
  - Homeland Security (Vorsitz)
  - Labor, Health and Human Services, Education, and Related Agencies

Von 1999 bis 2000 stand sie dem Congressional Hispanic Caucus vor. Sie war die erste weibliche Vorsitzende dieses Caucus. Außerdem gehört sie dem Congressional Asian Pacific American Caucus an sowie fünf weiteren Caucuses.
Sie setzte sich vor allem für gesundheitspolitische Themen und im Bereich der Einwanderungspolitik ein. Ein wichtiges Anliegen war ihr das Verbot von Kinderarbeit in der Landwirtschaft, Gesundheitsschutz für Mütter und Neugeborene, und legale Perspektiven von Kindern und Jugendliche, die illegal mit ihrem Eltern eingewandert waren.